# 考特蘭鎮區 (堪薩斯州里帕布利克縣)
考特蘭鎮區（英語：Courtland Township）為美國堪薩斯州里帕布利克縣轄下的鎮區。2010年美国人口普查中此鎮區人口有395人。

## 歷史
考特蘭鎮區設立於1872年。

## 地理
考特蘭鎮區涵蓋總面積為93.7平方（36.18平方英里），其中陸地面積為93.6平方（36.14平方英里），水域面積為0.10平方（0.04平方英里）或0.11%。海拔高度457（1,499英尺）。

## 人口統計
根據2010年美國人口普查，考特蘭鎮區人口有395人，其中男性有203人，女性有192人，人口密度為每平方公里4.22人，住房計215戶。鎮區內的白人有389人，非裔美國人有3人，美洲原住民有0人，亞裔美國人有2人，太平洋島裔美國人有0人，其他種族有1人，混血種族則有0人。此外鎮區內有3人為西班牙裔或拉丁裔美國人。此鎮區之年齡中位數為46.7歲，而男性年齡中位數為46.5歲，女性年齡中位數為46.8歲。

## 交通

### 主要公路
- 36號美國國道
- 199號堪薩斯州州道
- 266號堪薩斯州州道